# قوم‌شناسی سیاسی (کتاب)
قوم‌شناسی سیاسی  (L'ethnopolitique) کتابی نوشته رولان برتون است 

کتاب قوم‌شناسی سیاسی مقدمه‌ای برای ورود به بحث پیچیده اقوام در حوزه سیاسی است که با زبانی ساده و با بهره گیری از مثال‌های بی‌شمار تاریخی، جغرافیایی و سیاسی، عمده‌ترین مباحث میان حوزه سیاسی و حوزه قومی را روشن می‌کند.
این کتاب به ترجمه ناصر فکوهی در تهران، نشر نی و در ۲۷۸ صفحه طبع شد. 

## پی‌نوشت
1. ↑  «قوم‌شناسی سیاسی». انسان‌شناسی و فرهنگ. ۳۱ خرداد ۱۳۸۹. بایگانی‌شده از اصلی در ۱۵ مه ۲۰۱۱. دریافت‌شده در ۷ فروردین ۱۳۹۰.